# Valdemaluque
Valdemaluque település Spanyolországban, Soria tartományban. Valdemaluque Ucero, Herrera de Soria, Talveila, Burgo de Osma-Ciudad de Osma és Nafría de Ucero községekkel határos. Lakosainak száma 137 fő (2024).

## Népesség
A település népessége az elmúlt években az alábbi módon változott:
| Lakosok száma | 290  | 251  | 250  | 226  | 207  | 190  | 164  | 151  | 148  | 137  |
|               | 2001 | 2004 | 2007 | 2009 | 2012 | 2014 | 2017 | 2019 | 2022 | 2024 |